# Таскино (Амурская область)
Та́скино — село в Мазановском районе Амурской области России. Административный центр Путятинского сельсовета.

## География
Село Таскино стоит на левом берегу реки Селемджа.
Село Таскино — спутник административного центра Путятинского сельсовета села Путятино, прилежит с северо-востока.
Через село Таскино проходит автодорога областного значения, соединяющая город Свободный и посёлок Серышево с «северным» Селемджинским районом.
Село Таскино расположено к северо-востоку от районного центра Мазановского района села Новокиевский Увал, расстояние (через Пионерский) — 17 км.
От Таскино на северо-восток (вверх по левому берегу Селемджи) идёт дорога к селу Козловка.

## Население
| 2002 | 2010 | 2012 | 2013 | 2014 | 2015 | 2016 |
| ---- | ---- | ---- | ---- | ---- | ---- | ---- |
| 329  | ↘310 | ↗313 | ↘301 | ↗302 | ↗305 | ↗310 |
| 2017 | 2018 |      |      |      |      |      |
| ↘297 | ↘290 |      |      |      |      |      |

## Улицы
| - ул. Лесная, - ул. Набережная, - ул. Подгорная, | - ул. Садовая, - ул. Сельская, - ул. Советская. |